# کفشک کره‌ای
کفشک کره‌ای (نام علمی: Cleisthenes pinetorum) نام یک گونه از سرده کفشک‌های دریای ژاپن است.